# Irena Kohont
Irena Kohont (poročena Irena Kohont-Jamnik)  slovenska pevka zabavne glasbe, * 2. november 1941, Maribor, SFRJ Jugoslavija, † 18. september 2024, Ljubljana.
Irena Kohont se je rodila v Mariboru, kasneje pa se je preselila v Ljubljano, kjer je živela z družino.
Bila je ena vidnejših pevk zlatega obdobja slovenske popevke. Na Slovenski popevki leta 1965 je zmagala s pesmijo Šel si mimo, za katero je glasbo napisal Jure Robežnik, besedilo pa Elza Budau. Ostale njene znane popevke so še Bil je tako prikupno zmeden, Mamaluk, Povabi me na luno kdaj ...

## Nastopi na glasbenih festivalih

### Slovenska popevka
- 1963: Tuj obraz (Boris Kovačič/Gregor Strniša/Mario Rijavec)
- 1963: Vračajo se ladje (Jože Privšek/Veno Taufer/Jože Privšek)